# Allium chamaemoly
Allium chamaemoly — вид трав'янистих рослин родини амарилісові (Amaryllidaceae), поширений у північно-західній Африці та південній Європі.

## Опис
Цибулини 8–12 × 4–21 мм, від яйцеподібних до субсферичних, поодинокі, іноді з 1–2 цибулинками; зовнішня оболонка сірувата. Стебло 1–8.5 см, має круглий переріз. Листків 4–8, без ніжки; пластина 4.5–23.5 × (0.24)0.41–0.59(0.77) см, плоска, лінійна, гостра. Суцвіття 11–29 × 9–35 мм, півсферичні, нещільні, 1(7)–18 дзвінчастих квіток, без цибулинок. Листочки оцвітини гострі або тупі, гладкі, білі з зеленою серединною жилкою; пиляки жовті. Насіння чорне. 2n = 22, 28.

## Поширення
Поширений у північно-західній Африці (Марокко, Алжир, Туніс) і південній Європі від Іспанії до Греції.
Зростає на відкритих луках і піщаному ґрунті.

## Загрози й охорона
Немає великих загроз для цього виду. Локальною загрозою в Європі, особливо у материковій частині Франції є розвиток інфраструктури (автошляхи та залізниці). Крім того, в прибережних районах виду загрожують урбанізація й туризм. Немає інформації про загрози в Північній Африці.
У Франції цей вид охороняється на національному рівні.